# Fernand Schreurs
Pour les articles homonymes, voir Schreurs.
Fernand Schreurs, né le 26 juillet 1900 à Liège où il meurt le 11 décembre 1970, est un homme politique belge d'expression française et militant wallon.

## Biographie
Docteur en Droit de l'université de Liège, il fut l'une des personnalités centrales du Mouvement wallon. Personnalité libérale liégeoise, il fut notamment secrétaire du Congrès national wallon de 1945, y déposant un long rapport sur la question wallonne dont l'analyse fit l'unanimité.
Il participa à la Résistance, défendant comme avocat les résistants traduits devant les Tribunaux de guerre allemands.  Il est à l'origine de la section liégeoise de Wallonie libre en 1941 et relança l'important organisme que fut le Conseil économique wallon, avec Englebert Renier. 
On pense que c'est chez lui que se réunirent en 1950 les futurs membres du Gouvernement wallon séparatiste. Il fut également membre actif du Centre Harmel où le Sénat le désigna. 
Il joua un rôle tout aussi actif dans l'Accord Schreurs-Couvreur qui porte d'ailleurs son nom.
Il créa également en 1962 le Mouvement libéral wallon,  qui s'opposait à l'unitarisme des débuts du PLP. Il a aussi largement contribué au succès du pétitionnement wallon de 1963. Il prit également parti dans la querelle des Fourons. Son rapport de 1945 avait mis l'accent sur une série de traits qui allaient caractériser le déclin wallon comme le déplacement des centres de décision vers Bruxelles, la fermeture de nombreuses entreprises, la disparition des organismes financiers wallons, l'émigration d'usines ou de sociétés vers la Flandre. 
Il a été choisi comme un des Cent wallons du siècle, par l'Institut Jules Destrée, en 1995.
En 2012, le Gouvernement wallon décide de lui octroyer, à titre posthume, la distinction de Officier du Mérite wallon.
Il est le père de André Schreurs. Sa femme est morte en 1993.

## Publications

### Articles
- Avec Jean Haust, « Etymologie de « Cheratte », w. tchèrate », Annuaire d'Histoire Liégeoise, t. III, no 12,‎ 1944, p. 331-332, article no 66 (ISSN 0304-0771, OCLC 183358507)
- « Notes de toponymie : Vottem, superlatif gaulois. », Bulletin de la société royale Le Vieux-Liège, t. III, no 74,‎ 1947, p. 226-227 (ISSN 0776-1309)
- « Notes de toponymie : À propos de Soumagne. », Bulletin de la société royale Le Vieux-Liège, t. III, no 79,‎ 1948, p. 317-318 (ISSN 0776-1309)
- « Notes de toponymie : Flémalle et la question des -mala. », Bulletin de la société royale Le Vieux-Liège, t. III, no 78,‎ 1948, p. 301-302 (ISSN 0776-1309)
- « Notes de toponymie : gentilices gallo-romains. », Bulletin de la société royale Le Vieux-Liège, t. III, no 80,‎ 1948, p. 339-342 (ISSN 0776-1309)
- « Notes de toponymie : Herstal, sur la Haris. », Bulletin de la société royale Le Vieux-Liège, t. III, no 79,‎ 1948, p. 315-317 (ISSN 0776-1309)
- « Notes de toponymie : Liège et Légia. », Bulletin de la société royale Le Vieux-Liège, t. III, no 78,‎ 1948, p. 300-301 (ISSN 0776-1309)
- « Notes de toponymie : une étymologie de Barchon. », Bulletin de la société royale Le Vieux-Liège, t. III, no 78,‎ 1948, p. 299-300 (ISSN 0776-1309)
- « Notes de toponymie : Horloz. », Bulletin de la société royale Le Vieux-Liège, t. III, no 85,‎ 1949, p. 432-432 (ISSN 0776-1309)
- « Notes de toponymie : l'hydronyme Marca. », Bulletin de la société royale Le Vieux-Liège, t. III, no 88,‎ 1950, p. 476-477 (ISSN 0776-1309)
- « Notes de toponymie : Tihange à Xhendremael et Xhendelesse. », Bulletin de la société royale Le Vieux-Liège, t. III, no 86,‎ 1950, p. 447-448 (ISSN 0776-1309)
- « Notes de toponymie : À propos de Flémalle, Modave, Hareng sur la Haris. », Bulletin de la société royale Le Vieux-Liège, t. IV, no 103,‎ 1953, p. 259-261 (ISSN 0776-1309)
- « Notes de toponymie : établissements gallo-romains dans le pays de Liège. », Bulletin de la société royale Le Vieux-Liège, t. IV, no 106,‎ 1954, p. 381-387 (ISSN 0776-1309)
- « Notes de toponymie : À propos de Herstal et de Hareng. », Bulletin de la société royale Le Vieux-Liège, t. IV, no 108,‎ 1955, p. 459-461 (ISSN 0776-1309)
- « Le coin des chercheurs : À propos de noms de famille wallons. », Bulletin de la société royale Le Vieux-Liège, t. V, no 114,‎ 1956, p. 092-092 (ISSN 0776-1309)
- « Henry van den Berch, roy héraut d'armes de la principauté de Liège. », Bulletin de la société royale Le Vieux-Liège, t. VI, no 143,‎ 1963, p. 300-310 (ISSN 0776-1309)
- « Le roy d'armes Henry van den Bergh, "Gueldre-Liègeois". », Bulletin de la société royale Le Vieux-Liège, t. XI, no 241,‎ 1988, p. 411-425 (ISSN 0776-1309)